# Air Regional
Air Regional là một hãng hàng không có trụ sở tại Jakarta, Indonesia. Hãng vận hành các dịch vụ cho thuê chuyến hàng không nội địa và quốc tế ở khu vực Papua, với các cơ sở chính năm 2018 tập trung tại Sân bay Sorong (SOQ), phục vụ Khu vực Trung tâm miền Tây và Sân bay Nabire (NBX) phục vụ cho Khu vực Trung Đông.

## Lịch sử
Air Regional được thành lập vào ngày 13 tháng 8 năm 2001 và bắt đầu hoạt động theo Air Regional AOC 135 #027 vào ngày 16 tháng 10 năm 2002. Hãng được thành lập và thuộc sở hữu của Đại úy Pinky Firmansyah, Chủ tịch kiêm Giám đốc điều hành của công ty. Tính đến tháng 3 năm 2007, công ty này đã có 50 nhân viên.

### Điểm đến
- Raja Ampat
- Sorong
- Fak Fak
- Kaimana
- Timika
- Faowi
- Beoga
- Magoda
- Apowo
- Kegata
- Bugalaga
- Komopa
- Bilai
- Timepa
- Modio
- Jila
- Agats
- Ewer
- Mapenduma
- Angguruk
- Wagethe
- Serui
- Ilaga
- Manokwari
- Zugapa
- Silimo
- Ninia
- Obano
- Mulia
- Ilu
- Pogapa
- Borme
- Kuyawagi
- Bokondini
- Biak
- Serui
- Elilim
- Yahukimo
- Abmisibil
- Sumtamon
- Borme
- Apalapsili
- Korupun
- Kenyam
- Timipa
- Epouto
- Tiom
- Nduga
- Modio
- Enarotali
- Holuwon
- Tanah Merah
- Kimaam
- Merauke

## Hạm đội
Kể từ tháng 3 năm 2007 Đội bay Air Regional gồm các máy bay sau:
- 3 De Havilland Canada DHC-6 Twin Otter Series 300 Papua, Indonesia

Air Regional sẽ có (các) máy bay sau trong kế hoạch đội bay dự phòng của mình (kể từ tháng 12 năm 2018):
- 2 (DHC6) được lắp đặt với Wipaire Amphibian Floats được trang bị SAR và EMS Xe cứu thương trên không
- 1 Máy bay trực thăng Airbus AS350B3 (AS350B3) được trang bị Xe cứu thương trên không SAR và EMS